# Нижний Кущер
Нижний Кущер — деревня в Козьмодемьянском сельском поселении Карагайского района Пермского края.

## Описание
Расположена на реке Кушерка (приток Обвы) в 5 км к юго-западу от Козьмодемьянска, в 11 км к северу от Карагая, в 83 км к северо-западу от Перми. Через деревню проходит автодорога Карагай — Сретенское.
Имеются клуб, магазин, сельскохозяйственный производственный кооператив. Школы нет (учащиеся доставляются в школу в Козьмодемьянск).

В деревне 4 улицы.
| 2010 |
| ---- |
| 188  |